# Агуста Бел 47
Агуста Бел 47 је амерички лаки једномоторни хеликоптер опште намене који се производио у САД и Италији.

## Пројектовање и развој
Бел 47 је лаган хеликоптер с једним мотором и двокраким ротором кога је пројектовао Артур М. Јонг, а произвео га је Бел Хеликоптер Тектрон у САД.
Фамилија хеликоптера Бел 47 се развијала еволутивно тј. вршило се побољшање од типа до типа летелице. Бел 47Ј је био четвороседа варијанта претходног троседа Бел 47Х. Био је са потпуно обложеним трупом и затвореном кабином. Пилот је имао седиште на центрираном, предњем делу кабине, иза њега је била постављена клупа која је заузимала целу ширину кабине и на њој се комотно могла сметити 3 до 4 путника у зависности од њихове тежине. 

### Технички опис
Носећа конструкција трупа хеликоптера је била решеткаста направљена од танкозидих челичних цеви а облога је била од алуминијумског лима. Имао је пространу кабину у којој је било 4 до 5 седишта једно за пилота а 3 до 4 за путнике. Кабина је имала двоја врата и велике стаклене површине које су обезбеђивале лепу прегледност у свм правцима.
Погон хеликоптера је био један 6-о цилиндричан ваздухом хлађени боксер мотор смештен иза леђа кабине а директно испод носећег ротра, који је имао два крака. Репни ротор је имао такође два крака и налазио се са десне стране. Стајни трап се састојао од челичних скија.

### Варијанте
Бел 47 има 16 варијанти. Оне су настале као последица задовољења потреба тржишта, уградњом различитих мотора и повећањем безбедности лета.

## Оперативно коришћење
Хеликоптери фамилије Бел 47 су нашле широку примену како у војсци тако и у цивилном животу: полиција, ватрогасци, хитна помоћ, спасилачке службе, пословно ваздзхопловство, такси и туристички превоз, у пољопривреди итд. Поузданост и једноставно одржавање омогућило је овим хеликоптерима да лете широм света све до половине 80-тих година.
Два хеликоптера Белл 47Ј купило је 1957. године ратно ваздухопловство САД за потребе председника САД Двајта Ајзенхауера који се први пут 13. јула 1957. године возио овим хеликоптером. У марту 1962. године, два хеликоптера премештена су са председничких дужности, али су коришћена као ВИП превози наредних пет година до повлачења у јулу 1967.

## Коришћење у Југославији
Југославија је 1959. године за потребе Савезног геолошког завода купила два хеликоптеа Агуста Бел 47J. За Југослованско РВ и ПВО (ратно ваздухопловство) је 1961. године купљено 5 хеликоптера Агуста Бел 47 од којих су два била тип АБ-47Г-4 а три АБ-47Ј-2А. Ови хеликоптери су у војсци  коришћени до 1967.. када су стављени на располагање Републичким полицијама. Хеликоптер YU-HAL је додељен полицији Србије, YU-HAM полицији Хрватске а YU-HAK полицији Словеније. Овај хеликоптер YU-HAK  је од 1967 до 1984. служио као полицијски хеликоптер и користио се у горској служби спаса у словеначким планинама.

## Корисници
| - Аргентина - Чиле - Колумбија - Куба - Грчка - Исланд | - Индонезија - Италија - Мексико - Шпанија - Сједињене Државе - Венецуела - Југославија |

## Сачувани примерци
- Бразил - FAB 8510 – Bell 47J налази се у Museu Aeroespacial in Rio de Janeiro.
- Грчка - Agusta-Bell 47J Ranger налази се у Hellenic Air Force Museum at Dekelia (Tatoi), Athens, Greece
- Канада - 1827 – Bell 47J-2 налази се у the Atlantic Canada Aviation Museum in Goffs, Nova Scotia.
- Словенија - Agusta Bell-47J-2A (reg. YU-HAK) налази се у Slovenian Alpine Museum in Mojstrana, Ljubljana, Slovenia. То је полицијски хеликоптер који се у периоду од 1967 до 1984. године користио у Словенији у горској служби спасавања[5].
- САД - 57-2728 – UH-13J налази се у the National Museum of the United States Air Force at Wright-Patterson Air Force Base in Dayton, Ohio.

- 57-2729 – UH-13J налази се у Steven F. Udvar-Hazy Center of the National Air and Space Museum in Chantilly, Virginia. то је први хеликоптер председника САД.